# Hymeraphia stellifera
Hymeraphia stellifera är en svampdjursart som beskrevs av James Scott Bowerbank 1864. Hymeraphia stellifera ingår i släktet Hymeraphia och familjen Raspailiidae. Arten är reproducerande i Sverige. Inga underarter finns listade i Catalogue of Life.